# Wiktor Górecki
Wiktor Górecki (ur. 19 lutego 1903 w Bydgoszczy, zm. w 1969) – polski ekonomista i dyplomata, chargé d’affaires w Etiopii (1963–1965).

## Życiorys
Syn Piotra i Anastazji. W 1916 ukończył szkołę powszechną. Pracował w hurtowni towarów kolonialnych, kształcąc się jednocześnie w wieczorowej szkole handlowej. W latach 1919–1930 pracował w Gdańsku, Gdyni, Poznaniu i Warszawie w firmach handlowych i przemysłowych branży spożywczej, między innymi na stanowiskach dysponenta, akwizytora, osoby prowadzącej korespondencję angielsko-niemiecką. W czerwcu 1939 uzyskał w Szkole Głównej Handlowej w Warszawie tytuł magistra nauk ekonomiczno-handlowych.
Okres niemieckiej okupacji spędził w Warszawie, pracując w firmach handlowych. Podczas powstania warszawskiego został razem z rodziną wysiedlony z miasta.
15 czerwca 1945 wstąpił do Polskiej Partii Robotniczej, a w 1948 do Polskiej Zjednoczonej Partii Robotniczej. Po zakończeniu II wojny światowej podjął pracę w Ministerstwie Aprowizacji i Handlu (następnie Ministerstwie Aprowizacji). Był tamże członkiem egzekutywy PPR (1945–1948) Pełnił funkcję zastępcy przedstawiciela do spraw Administracji Narodów Zjednoczonych do spraw Pomocy i Odbudowy (UNRRA) i dyrektora departamentu. Następnie pracował jako radca w Ministerstwie Przemysłu i Handlu, dyrektor naczelny Centrali Handlu Zagranicznego „Dal" i "Dalspołem” (1948–1949), dyrektor departamentu w Ministerstwie Handlu Zagranicznego (1949–1950), dyrektor naczelny „Anglodalu" w Londynie (1950–1951), dyrektor centrali „Animex” (1951–1953), zastępca dyrektora i dyrektor Przedsiębiorstwa Handlu Zagranicznego „Dalspołem” (1957–1960). Od kwietnia 1963 do czerwca 1965 pełnił funkcję radcy handlowego w Ambasadzie w Addis Abebie, reprezentując jednocześnie Polskę jako chargé d’affaires w Etiopii.
Pochowany na Cmentarzu Powązkowskim w Warszawie. 

## Odznaczenia
- Złoty Krzyż Zasługi (1946)[3]
- Medal 10-lecia Polski Ludowej (1955)[4]